# Halictus georgicus
Halictus georgicus là một loài Hymenoptera trong họ Halictidae. Loài này được Blüthgen mô tả khoa học năm 1936.